# Théorème d'Ehrenfest
Le théorème d'Ehrenfest, du nom du physicien Paul Ehrenfest, relie la dérivée temporelle de la valeur moyenne d'un opérateur quantique au commutateur de cet opérateur avec le hamiltonien {\displaystyle {\hat {H}}} du système. Ce théorème concerne notamment tous les systèmes vérifiant le principe de correspondance.

## Théorème
Le théorème d'Ehrenfest affirme que la dérivée temporelle de la valeur moyenne d’un opérateur {\displaystyle {\hat {A}}} (où l'opérateur qui renvoie la dérivée temporelle de l'observable concerné) est donnée par :
{\displaystyle {\frac {\mathrm {d} \langle {\hat {A}}\rangle }{\mathrm {d} t}}=\left\langle {\frac {\partial {\hat {A}}}{\partial t}}\right\rangle +{\frac {1}{i\hbar }}\left\langle [{\hat {A}},{\hat {H}}]\right\rangle }
où {\displaystyle {\hat {A}}} est un opérateur quantique quelconque et {\displaystyle \langle {\hat {A}}\rangle } sa valeur moyenne.
La dépendance temporelle de l'opérateur, et non de la fonction d'onde, est le propre de la représentation de Heisenberg de la mécanique quantique.
On trouve une relation analogue en mécanique classique : la dérivée temporelle d'une fonction {\displaystyle f(q,p,t)} définie sur l'espace des phases faisant alors intervenir les crochets de Poisson à la place d'un commutateur :
{\displaystyle {\frac {\mathrm {d} f}{\mathrm {d} t}}={\frac {\partial f}{\partial t}}+\left\{f,H\right\}}
(la démonstration découle directement des équations canoniques de Hamilton)
De façon générale, pour les systèmes quantiques possédant un analogue classique, cette interversion entre commutateurs et crochets de Poisson pourra être admise comme loi empirique. (voir principe de correspondance).

## Relations d'Ehrenfest
Pour les systèmes quantiques possédant un analogue classique, le théorème d'Ehrenfest appliqué aux opérateurs position et impulsion donne :
| {\displaystyle {\frac {\mathrm {d} }{\mathrm {d} t}}\langle {\hat {x}}\rangle ={\frac {1}{m}}\langle {\hat {p}}\rangle } {\displaystyle {\frac {\mathrm {d} }{\mathrm {d} t}}\langle {\hat {p}}\rangle =\langle F\rangle } |

On reconnait ici les équations canoniques de Hamilton appliquées aux grandeurs moyennes. Il suffit de dériver la première par rapport au temps pour retrouver la seconde loi de Newton.